# Zollner vom Brand
La famiglia Zollner vom Brand (detta anche Zolner, Zöllner, Zollner uff dem Brand, Zollner vom Brandt) fu una famiglia nobile del patriziato di Norimberga, nel cui consiglio cittadino sedette dal 1402 al 1471.

## Storia
La famiglia Zollner era originaria di Bamberga dove si ramificò con diverse linee parallele a quella principale. Nel 1328, Eberhard von Zollner acquistò quella che sarebbe diventata la casa principale che sorse sulle ceneri di un ex monastero domenicano distrutto da un incendio, fatto da cui probabilmente si originerebbe il "vom Brand" del suffisso onorifico ("brand" in tedesco significa fuoco).
Nel 1482 Jörg Zollner von Brand rilevò il possedimento degli Haller a Bischberg.
Gli Zollner vennero menzionati per la prima volta a Norimberga nel XIII secolo e dall'inizio del XIV ottennero la piena cittadinanza. Tra il 1402 ed il 1471 i membri della famiglia Zollner von Brand ottennero di essere rappresentati nel consiglio cittadino e vennero documentati a Norimberga sino al 1543. Malgrado la loro nobiltà fosse da ricondurre al periodo medievale, ancora nel XVI secolo ebbero dei problemi a vedersi riconosciuto il rango aristocratico dal vescovo di Bamberga.
Nel 1636 si estinse la linea degli Zollner von Kirchschletten, la cui eredità venne raccolta dalla linea principale della casata. La linea degli Zollner von Brand si estinse nel XVIII secolo e l'ultimo rappresentante maschile della famiglia, Johann Peter Albrecht Zollner von Brand, morì nel 1809 senza lasciare eredi.